# Сент-Маргерит (острів)
43°31′25″ пн. ш. 7°02′43″ сх. д. / 43.523611111111° пн. ш. 7.0452777777778° сх. д.
Острів Сент-Маргерит (фр. Île Sainte-Marguerite) — найбільший з Леринських островів, розташований на відстані менше кілометра від міста Французької Рив'єри Канни. Довжина острова зі сходу на захід близько 3 км, ширина 900 м.
Найвідоміший об'єкт острова — форт-в'язниця (Форт Рояль), в якій в XVII столітті був в ув'язненні людина в залізній масці.

## Історія
Перші згадки про острів, тоді ще безлюдний, відносяться до часів Стародавнього Риму, коли острів носив назву Леро. Ймовірно сучасну назву острову дали хрестоносці, які побудували на острові каплицю святої Маргарити Антіохійської. В XIV столітті, ймовірно через твір Раймонда Феро, острів став асоціюватися з вигаданою святою Маргерит, сестрою Гонората Арелатського, засновника монастиря на сусідньому острові Сент-Онора. За версією Феро Свята Маргарита керувала на острові, названому згодом її ім'ям, спільнотою черниць.
В 1612 році власником острова став Клод де Шеврез, герцог Шеврезький. Незабаром почалося будівництво форту (відомого як форт Рояль). В 1635 році острів був окупований іспанцями, проте через два роки французи повернули його.
Наприкінці XVII форт Рояль стає державною в'язницею. Протягом всього XVIII століття зростає поселення Сент-Маргарет, процвітання якої було пов'язано з постачанням гарнізону, що знаходиться на острові.
У камерах форту Рояль містилося чимало відомих ув'язнених аж до кінця XX століття. Найвідомішим з них була людина у залізній масці, загадковий в'язень, ім'я якого невідоме досі, Абд аль-Кадір (ватажок алжирських повстанців), Клодд Жоффруа д'Аббан (винахідник пароплава) і маршал Базен (єдиний, хто здійснив вдалу втечу з острова).

## Сучасність

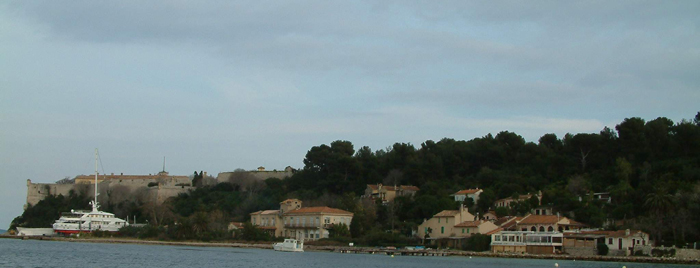
Вид на форт Рояль на північній стороні острова.

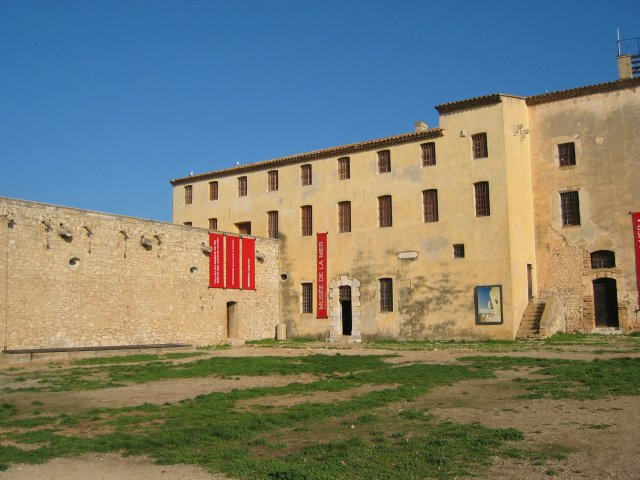
Морський музей і камера Залізної маски

Острів Сент-Маргеріт невисокий, повністю покритий густим лісом, переважно з піній і евкаліптів. Обидва острови (другий — Сент-Онора) знаходяться під управлінням Національної ради з лісів, а також є популярним об'єктом природного туризму.
У селищі Сент-Маргерит налічується близько двадцяти будівель. Здебільшого це рибальські будиночки, також є човникова станція і декілька об'єктів туристичної інфраструктури. На острові функціонував готель, який був закритий влітку 2005 року.
У старовинному форт Рояль на початку ХХІ сторіччя відкрито Морський музей, де представлені експонати, підняті із затонулих римських і сарацинських кораблів, і працює молодіжний гостел. Також для відвідувачів відкриті колишні тюремні камери (включаючи камеру людини у залізній масці) і римські цистерни.
Неподалік від форту Рояль розташоване невелике кладовище французьких солдатів, що брали участь у Кримській війні, і цвинтар північноафриканських солдатів, які воювали за Францію і загиблих у Другий світовій війні.
Також на острові знаходиться невеликий маєток індійського мільйонера Віджая Маллен, власника команди Формула 1 Форс Індія і команди Індійської прем'єр-ліги. Цей маєток має назву «Великий сад» (фр. Le Grand Jardin)